# Barčić
Barčić, stara hrvatska plemićka obitelj iz Rijeke. Nosila je pridjevak de Japra (Japranski), za koji se zna da se spominje još u 16. stoljeću. Obitelj je naraštajima davala dužnosnike patricijskih vijećnika i sudaca, riječkih kanonika i liječnika. Neki od članova obitelji istaknuli su se i diplomaciji, obnašajući dužnost konzula Dubrovačke Republike u Rijeci. Barčići su kao i ostali riječki patriciji izgubili važnost u 19. stoljeću, a osobito 1840-ih kad je zajedno s četrdesetosmaškim društvenim bunama i prevratima nestao cijeli stari riječki vlasteoski stalež. Poznati pripadnici su Erazmo Barčić stariji i mlađi.